# Sigarenbandje

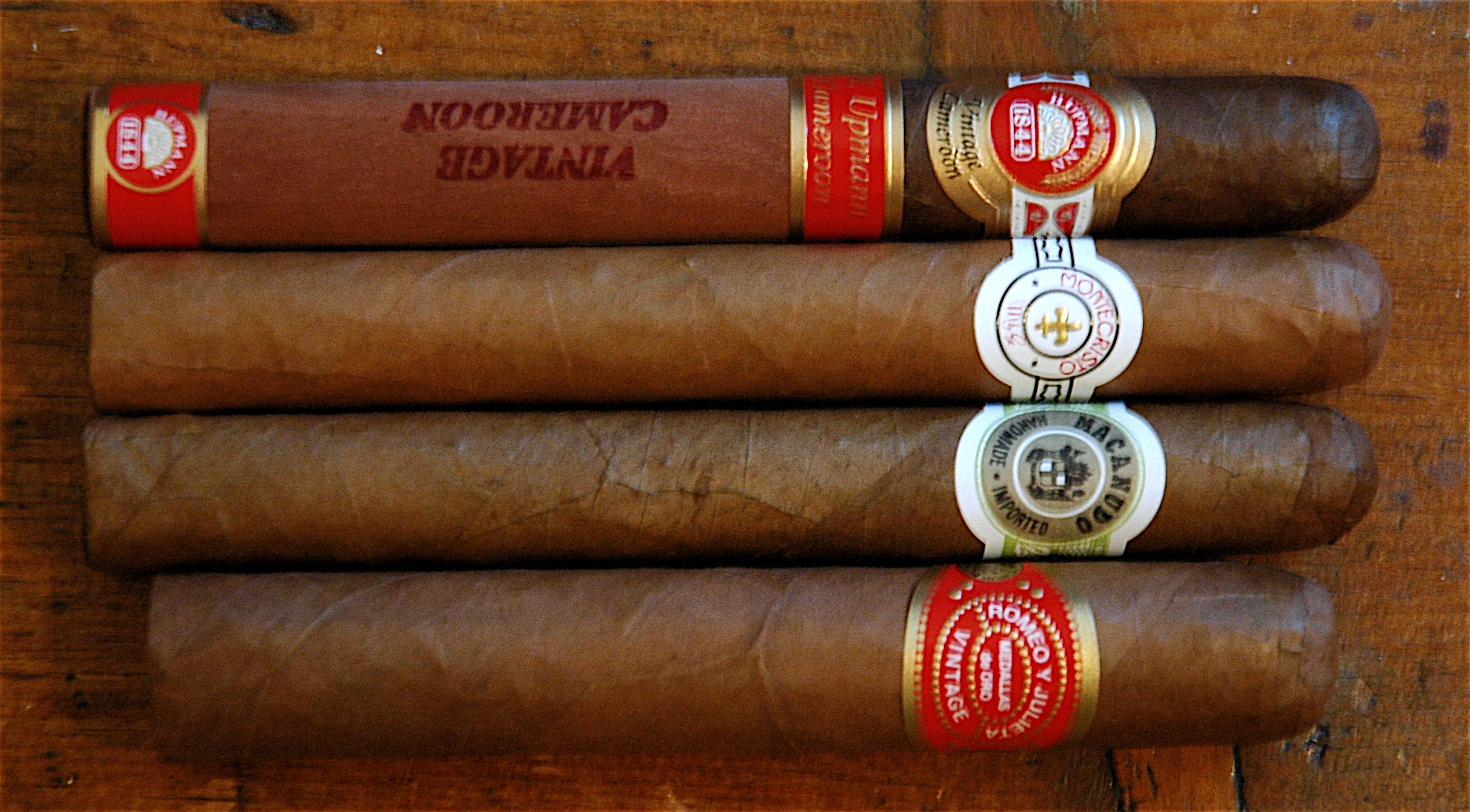
Sigaren met verschillende bandjes

Een sigarenbandje is een strookje papier dat iets boven de kop rond een sigaar gewikkeld zit.

## Functies
Er bestaan functioneel gezien twee soorten sigarenbandjes: ten eerste is er de banderol met (verplichte) vermelding van de verkoopprijs.
Wettelijk is het verplicht aan te geven hoeveel een tabaksproduct in de winkel kost; wanneer dus een sigaar los verkocht wordt, bijvoorbeeld in een koker, moet hierrond een bandje met de verkoopprijs worden gekleefd. Dit bandje is lichtbruin van kleur en gelijkwaardig aan de prijsvermelding op de verpakking van meerdere, bij elkaar gestoken sigaren, of op een pakje sigaretten.
Ten tweede is er het soort bandje dat doorgaans met de term „sigarenbandje“ geassocieerd wordt, met name het bandje dat het merk van de betreffende sigaar aangeeft, en dat dus ook per merk een verschillende stijl en vormgeving bezit. Dit bandje wordt soms naast, soms over de banderol heen gekleefd. Bij de meeste handgemaakte sigaren is dit bandje met hars vastgekleefd. Het komt voor dat collectief verpakte cigarillo's elk afzonderlijk een bandje hebben; in dat geval betreft het steeds het tweede soort bandje, aangezien de prijs dan op de overkoepelende verpakking aangeduid is (bijvoorbeeld Willem II en King Edward doen dit). Dit tweede soort bandje heeft vooral een decoratieve functie; wanneer de sigaren los verkocht worden, kan men anderzijds uiteraard weleens vergeten tot welk merk ze behoren, in welk geval een bandje ook een praktisch nut heeft.
Als men het sigarenbandje van de sigaar wil verwijderen, dient men voorzichtig te zijn, anders kan het dekblad van de sigaar scheuren. Normaliter hoeft men dit überhaupt niet te doen; tijdens het roken zal de warmte van de sigaar het bandje enigszins losweken.
Sigarenbandjes bestaan in veel verschillende soorten, formaten en stijlen. Ze vormen daardoor een aantrekkelijk verzamelgebied. Net zoals postzegels, kroonkurken en dergelijke worden ze door verzamelaars bijeengebracht, gekoesterd, geruild en verhandeld. 
Sigarenmerken met sigarenbandjes zijn onder meer Abonné, Corona, Elisabeth Bas, Flor Fina, Habana, Karel I, King Edward, La Paz, Ritmeester, Washington en Willem II.

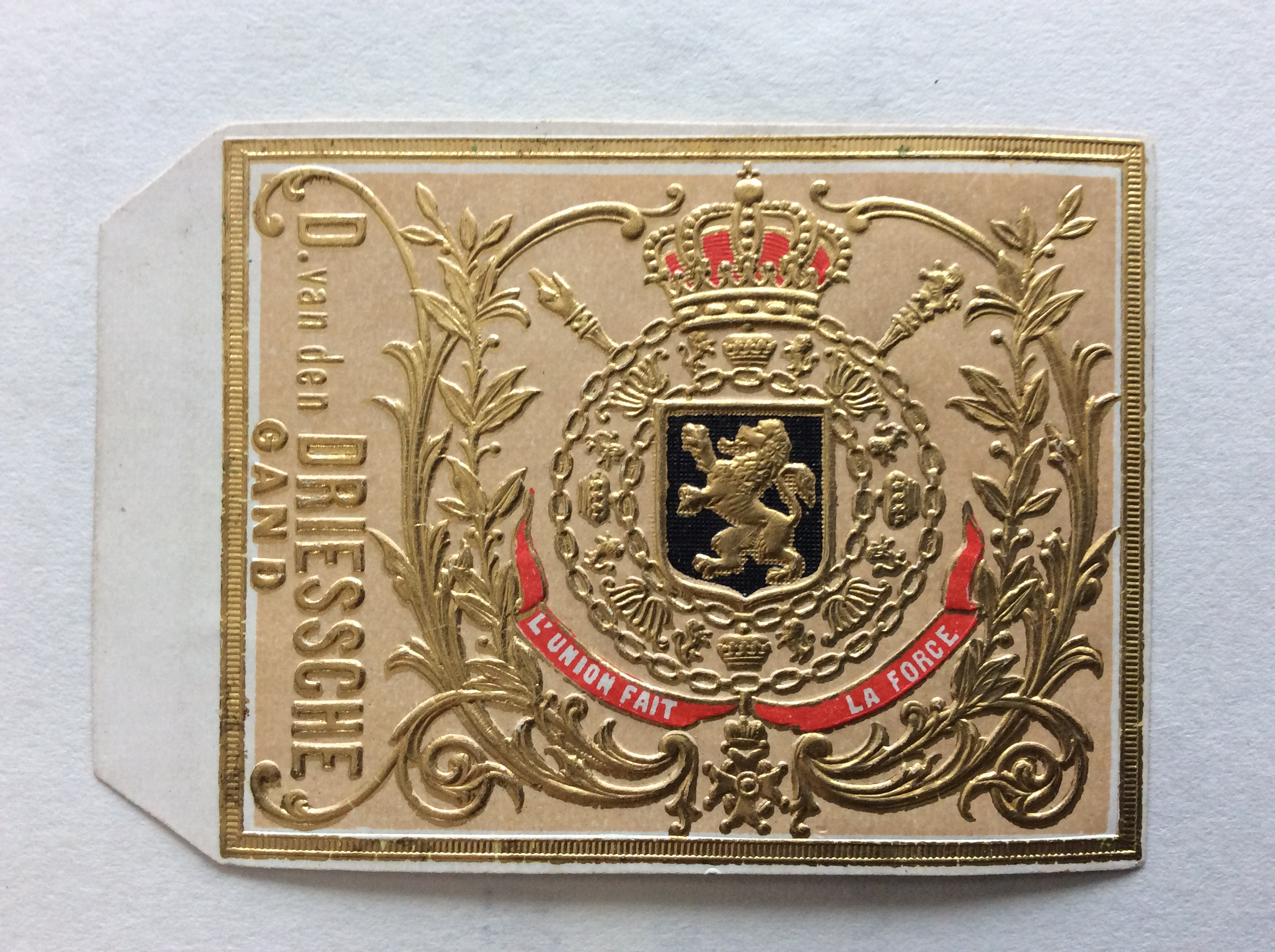
Sigarenband bewerkt met bladgoud, ter gelegenheid van de troonsbestijging van Leopold II van België in 1865, Drukkerij Driesschen, Gent

Sigarenbandjes zijn vaak zeer fraai ontworpen en voorzien van uiteenlopende onderwerpen. Bij de meeste merken worden de ontwerpen van serienummers en volgnummers voorzien. Verzamelaars onderscheiden onder andere seriebandjes, fabrieksbandjes, klassieke bandjes en reclamebandjes.
Een voorbeeld van seriebandjes zijn de voetbalelftallen van Washington of de vlinderserie van Willem 2.
Fabrieksbandjes zijn enkelvoudige bandjes van een type sigaar.
Klassieke bandjes zijn bandjes van rond 1900.
Op reclamebandjes staan namen van bedrijven zoals cafés, garage's of winkels.
Soms verschijnen bandjes voor speciale gelegenheden, bijvoorbeeld de verloving van prins Bernhard en prinses Juliana.

## Trivia
- Sigarenbandjes werden vervaardigd in speciale drukkerijen. Als ze werden uitgestanst bleven er kleurige, vlindervormige stukjes stijf papier achter die gingen draaien als ze in de lucht geworpen werden. Ze waren zeer geliefd als confetti bij carnavalsoptochten.
- In het Volendams Museum is zelfs een "sigarenbandenhuisje", hier zijn verschillende mozaïeken gemaakt met sigarenbandjes.